# Факундо Гамбанде
Факундо Гамбанде (на испански: Facundo Gambandé) е аржентински актьор, певец и танцьор. Известен е с ролята на Макси в сериала на Дисни Ченъл „Виолета“.

## Биография и кариера
Факундо Гамбанде е роден на 10 януари 1990 г. в Кордоба, Аржентина.
Факундо стартира кариерата си през 2012 г. от хитовия сериал „Виолета“. Играе Максимилиано (Макси), един от най-добрите приятели на главната героиня.
Факундо е взел участие в двете турнета на „Виолета“ – Violetta en vivo и Violetta LIVE.
Гамбанде е гей.

## Филмография
| Години    | Заглавие               | Герой                      | Забележки |
| --------- | ---------------------- | -------------------------- | --------- |
| 2012–2014 | Виолета                | Максимилиано „Макси“ Понте | 0         |
| 2014      | Виолета: Концертът     | Максимилиано „Макси“ Понте | 0         |
| 2015      | Виолета: Път към върха | Себе си                    | 0         |
| 2016      | Educando a Nina        | Лео                        | 0         |

## Санудтраци
- 2012: Виолета
- 2012: Cantar es lo que soy
- 2013: Hoy somos más
- 2013: Violetta en vivo